# Цикл цинк–оксид цинка
 Цикл цинк – оксид цинка или цикл Zn – ZnO представляет собой двухступенчатый термохимический цикл на основе цинка и оксида цинка  для производства водорода  с типичной эффективностью около 40%. 

## Описание процесса
В термохимическом двухступенчатом процессе разделения воды используются окислительно-восстановительные реакции: 
- Диссоциация : ZnO → Zn + 1/2 O2
- Гидролиз : Zn + H2O → ZnO + H2

На первом эндотермическом этапе используется концентрация солнечной энергии, при которой оксид цинка термически диссоциирует при 1900 С на цинк и кислород. На второй экзотермической стадии, не связанной с солнечной энергией, цинк реагирует при 427 С с водой и производит водород и оксид цинка. Температурный уровень достигается за счет использования солнечной энергетической башни и набора гелиостатов для сбора солнечной тепловой энергии.

## Внешние ссылки
- Образование H2 при гидролизе цинка в проточном реакторе с горячими стенками аэрозоля